# Stawy Berensewicza
Stawy Berensewicza lub Stawy Beręsewicza, inna nazwa: Stawy Łączyny – dwa zbiorniki wodne o powierzchni blisko 1,14 ha w Warszawie, w dzielnicy Ursynów.

## Położenie i powierzchnia
Stawy leżą po lewej stronie Wisły, w Warszawie, w dzielnicy Ursynów w rejonie MSI Wyczółki, w pobliżu ulic Wyczółki i Łączyny. Akweny znajdują się na wysoczyźnie w zlewni Potoku Służewieckiego i są zasilane jego wodami, a także wodami Kanału Grabowskiego. Stawy Berensewicza składają się z dwóch zbiorników wodnych: stawu górnego – mniejszego, leżącego bardziej na zachód, o powierzchni 0,5167 ha, a także stawu dolnego – o powierzchni 0,6190 ha. Leżą na terenie wpisanego w 1952 r. do rejestru zabytków, a pochodzącego z XVIII wieku, zespołu dworsko-ogrodowego „Wyczółki” (nr rej. 641/1 z 23.04.1952 – dwór i 643/2 z 1.07.1965 – park z rzeźbami).
Zbiorniki mają charakter stawów detencyjnych. Wielkość zlewni na odcinku potoku do wysokości odpływu ze stawów wynosi 26,9 km², a długość cieku głównego wynosi 7,2 km. Zasilane są wodami dopływającymi z Potoku Służewieckiego rurociągiem o średnicy 0,3 m. Akweny pracują w układzie bocznym – oznacza to, iż gdy napełnią się podczas dużych wezbrań, nadmiar wody jest usuwany przy pomocy obniżenia o wysokości 0,3 m i szerokości 20 m. Wypływ ma formę mnicha z leżakiem i stojakiem. W odległości 1 km wzdłuż cieku znajduje się staw Wyścigi.
Pojemność stawu dolnego przy normalnym poziomie piętrzenia wynosi 6970 m³, natomiast stawu górnego 4550 m³. Całkowita rezerwa powodziowa wynosi 10180 m³ (lub według innego źródła: 11 tys. m³) – odpowiednio 5860 m³ i 4320 m³. Głębokość zbiorników wynosi ok. 1,5 m przy brzegu i dochodzi do 2,2 m w częściach środkowych.

## Historia
Nazwa stawów pochodzi od jednej z rodzin, która była właścicielem dworu przed II wojną światową. Majątek został znacjonalizowany po jej zakończeniu na podstawie dekretów Bieruta. Wcześniej jego właścicielami byli m.in. Franciszek Krotkowski, rodzina Romanów, Fryderyk Florian Skarbek, hrabianka Grabowska, Konstanty Grabowski i Antoni Żukowski. Berensewiczowie odzyskali swoją własność w latach 90. XX w.
Zbiorniki wodne przeszły rekultywację w latach 2004–2005. Jej celem była retencja Potoku Służewieckiego, a także odtworzenie walorów krajobrazowych historycznej kompozycji zespołu dworskiego „Wyczółki”. W skład wykonanych prac weszły m.in. pogłębienie stawów, usunięcie namułów i budowa urządzeń wodnych. Projekt obejmował dwa etapy. W pierwszym, w 2004, przeprowadzono renowację stawu dolnego i wykonano groblę, w drugim, w 2005, przebudowano staw górny, zamontowano także separator i osadnik piasku do podczyszczania wody, która dopływa z Potoku Służewieckiego. Projekt został sfinansowany ze środków Funduszu Ochrony Środowiska i Gospodarki Wodnej w ramach „Programu małej retencji”, a jego koszt wyniósł 860 tys. zł.
Na środku stawu górnego jest wyspa, która w przeszłości była połączona z lądem od strony północnej poprzez most, po którym zachowały się kamienne elementy. Na samej wyspie znajdują się pozostałości murowanej piwnicy.

## Fauna
W 2004 roku na terenie stawów i w ich okolicach stwierdzono występowanie kaczki krzyżówki, rycyka i trzciniaka.